# Achito Vivas
Adelmo Achito Vivas (Buenaventura, 1934. március 1. –)  kolumbiai válogatott labdarúgókapus.

## Pályafutása

### A válogatottban
1962 és 1963 között 4 alkalommal szerepelt a kolumbiai válogatottban. Részt vett az 1962-es világbajnokságon és az 1963-as Dél-amerikai bajnokságon.